# Henk Faanhof

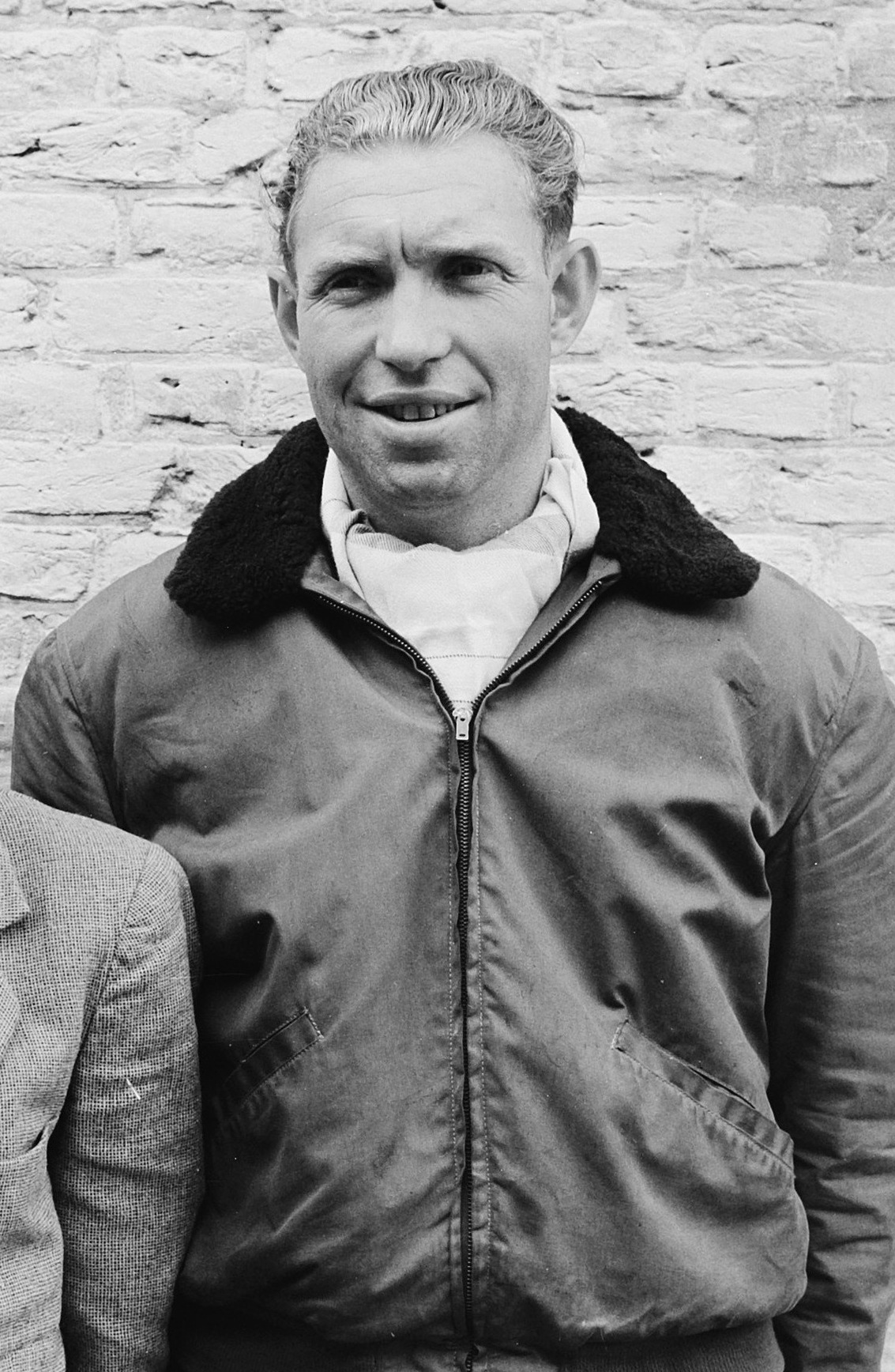
Henk Faanhof (1951)

Hendrikus Jacobus „Henk“ Faanhof (* 29. August 1922 in Amsterdam; † 27. Januar 2015 ebenda) war ein niederländischer Radrennfahrer.
Seine Liebe zum Radsport entdeckte Henk Faanhof auf der Radrennbahn des Olympiastadions von Amsterdam. Er war für die Olympischen Sommerspiele 1940 nominiert, die aber wegen des Ausbruchs des Zweiten Weltkriegs nicht zur Austragung kamen. Er studierte Ingenieurwissenschaften in Delft und arbeitete bei Fokker, als er von der deutschen Besatzungsmacht zur Zwangsarbeit nach Leipzig verpflichtet wurde. Wenige Tage nach Kriegsende kam er nach Amsterdam zurück und verdiente sich zunächst sein Geld als Sänger einer Band, die zur Unterhaltung von kanadischen und US-amerikanischen Soldaten spielte. Zudem arbeitete er als Schweißer und begann wieder mit dem Training.
1948 startete Henk Faanhof bei den Olympischen  Spielen in London im Straßenrennen (wo er stürzte), sowie in der Mannschaftsverfolgung, konnte sich jedoch in keinem Rennen platzieren. In jener Saison gewann er die nationale Meisterschaft im Punktefahren der Amateure. Im Jahr darauf wurde er bei den UCI-Straßen-Weltmeisterschaften 1949 in Zürich Weltmeister im Straßenrennen der Amateure. Im selben Jahr gewann er die Acht van Chaam bei den Amateuren.
Von 1950 bis 1955 war Faanhof Profi und nahm als solcher in der damaligen niederländischen Nationalmannschaft dreimal an der Tour de France teil. 1954 gewann er als hervorragender Sprinter – Spitzname „de kanonbal“ –  die neunte Etappe. In Frankreich gewann er 1951 den Grand Prix du Courrier picard. Weitere größere Erfolge blieben jedoch aus.
Nach dem Ende seiner Radsport-Karriere begründete Henk Faanhof erfolgreich in Amsterdam ein Unternehmen für Stahlbau, zudem war er jahrelang Vorsitzender des ASC Olympia. Diesem Amsterdamer Sport-Verein gehörten international bekannte Sportler wie Jan Derksen, Arie van Vliet und Peter Post an. Faanhof war bekannt dafür, dass er die jährliche Gala des Vereins mit seiner Version von Sinatras My Way bereicherte. Er war zu Lebzeiten der älteste noch lebende Niederländer, der die Tour zu Ende gefahren hat.